# Echinopsis backebergii
Az Echinopsis backebergii a kaktuszok családjának egyik virágzó faja, amely Kelet-Bolíviában és Dél-Peruban őshonos növény. E kaktuszfaj mindössze 5 cm magasra és átmérőjűre nő, miközben egyedüli, vagy fürtökben álló gömbölyded törzse 4–5 cm vastag, melyen 15 bordázat található, amely szürkésbarna tüskézettel borított. Nagy, mutatós kárminvörös virágai nyáron nyílnak ki. Mivel e kaktuszfélének minimum 10 °C a hőigénye, ezért a hidegebb régiókban fűtött üvegházban lehet termeszteni.
Két alfaja, az E. backebergii subsp. backebergii és az E. backebergii subsp. wrightiana elnyerték a Royal Horticultural Society Award of Garden Merit, azaz nagyjából Kerti Termesztésre Érdemes Növény Díját.

## Fordítás
Ez a szócikk részben vagy egészben  az   Echinopsis backebergii című angol Wikipédia-szócikk ezen változatának fordításán alapul.  Az eredeti cikk szerkesztőit annak laptörténete sorolja fel. Ez a jelzés csupán a megfogalmazás eredetét és a szerzői jogokat jelzi, nem szolgál a cikkben szereplő információk forrásmegjelöléseként.